# Don’t Let Him Steal Your Heart Away
Don’t Let Him Steal Your Heart Away ist ein Song, den Phil Collins geschrieben und mit Hugh Padgham produziert hat. Er erschien im November 1982 auf dem Album Hello, I Must Be Going!

## Hintergrund
Don’t Let Him Steal Your Heart Away wurde als vierte Single aus dem Album im März 1983 veröffentlicht und hatte in Großbritannien kaum Verkaufserfolg. Der Titel dauert 4:47 Minuten.
Der Text handelt von einer enttäuschten Liebesbeziehung und gehört zu den Titeln, mit denen Phil Collins seine Scheidung verarbeitet hat.
2004 wurde der Song in der Kompilation Love Songs: A Compilation… Old and New wiederveröffentlicht, mit Platz-5-Erfolg in den US Adult-Contemporary-Charts.

## Coverversionen
- 1997: Tony Banks
- 2001: Mike Rutherford